# Rory Sabbatini
Rory Mario Trevor Sabbatini (Durban, 2 aprile 1976) è un golfista sudafricano naturalizzato slovacco, attivo principalmente nel PGA Tour.
Professionista dal 1998, nel 2021 ha conquistato la medaglia d'argento nell'individuale maschile ai Giochi olimpici di Tokyo 2021, la prima medaglia del suo paese in questo sport.

## Biografia
Nato a Durban in una famiglia di origini italiane, scozzesi e irlandesi, inizia a praticare il golf all'età di 12 anni. Frequenta la Durban High School e quindi l'Università dell'Arizona.
Passato al professionismo nel 1998, l'anno seguente si unisce al PGA Tour divenendone il giocatore più giovane durante quell'edizione.

### Vita privata
È sposato con Martina Stofanikova, la cui cugina è presidente dell'Associazione di golf della Slovacchia. Nel 2019 ottiene la naturalizzazione slovacca, motivando la propria scelta col desiderio di promuovere la disciplina del golf nel Paese europeo.

## Vittorie professionali (8)

### PGA Tour vittorie (6)
| No. | Data             | Torneo                                | Punteggio di vittoria | Margine | Secondo/i                            |
| --- | ---------------- | ------------------------------------- | --------------------- | ------- | ------------------------------------ |
| 1   | 3 settembre 2000 | Air Canada Championship               | −16 (68-68-67-65=268) | 1 colpo | Grant Waite                          |
| 2   | 9 giugno 2003    | FBR Capital Open                      | −14 (68-66-68-68=270) | 4 colpi | Joe Durant, Fred Funk, Duffy Waldorf |
| 3   | 19 febbraio 2006 | Nissan Open                           | −13 (67-65-67-72=271) | 1 colpo | Adam Scott                           |
| 4   | 27 maggio 2007   | Crowne Plaza Invitational at Colonial | −14 (70-67-62-67=266) | Playoff | Jim Furyk, Bernhard Langer           |
| 5   | 24 maggio 2009   | HP Byron Nelson Championship          | −19 (68-64-65-64=261) | 2 colpi | Brian Davis                          |
| 6   | 6 marzo 2011     | The Honda Classic                     | −9 (71-64-66-70=271)  | 1 colpo | Yang Yong-eun                        |

PGA Tour playoff record (1–1)
| No. | Anno | Torneo                                | Sfidante/i                        | Risultato |
| --- | ---- | ------------------------------------- | --------------------------------- | --- |
| 1   | 2004 | Buick Classic                         | Sergio García, Pádraig Harrington | García ha vinto col tiro birdie alla terza buca supplementare Harrington eliminato alla pari alla seconda buca |
| 2   | 2007 | Crowne Plaza Invitational at Colonial | Jim Furyk, Bernhard Langer        | Vinto col tiro birdie alla prima buca extra                                                                    |

### Altre vittorie (2)
| Legenda                      |
| World Golf Championships (1) |
| Altre vittorie (1)           |

| No. | Data             | Torneo                              | Punteggio di vittoria | Margine | Secondo/i                              |
| --- | ---------------- | ----------------------------------- | --------------------- | ------- | -------------------------------------- |
| 1   | 16 novembre 2003 | WGC-World Cup (con Trevor Immelman) | −13 (70-69-63-73=275) | 4 colpi | Inghilterra − Paul Casey e Justin Rose |
| 2   | 15 dicembre 2019 | QBE Shootout (with Kevin Tway)      | −31 (58-67-60=185)    | 2 colpi | Jason Kokrak e J. T. Poston            |